# Jan Huygen van Linschoten
Pour les articles homonymes, voir Linschoten.
Jan Huygen van Linschoten (né vers 1563 à Haarlem et mort le 8 février 1611 à Enkhuizen) est un navigateur hollandais de la fin du XVIe et du début du XVIIe siècle, qui se met, pendant un temps, au service du commerce portugais dans l'Océan Indien avant de travailler pour la Compagnie de son pays natal.

## Biographie
Jan Huygen van Linschoten fait partie de ces marins hollandais qui travaillent au service de l'empire commercial bâti au XVIe siècle par les Portugais dans l'Océan Indien et le Pacifique, avec quatre grands forts servant de plaque tournante pour le commerce des épices : Goa sur la côte occidentale Indienne, Malacca pour Malaisie et les terres continentales proches, Bornéo pour l'archipel indonésien et Macao pour la Chine.
Il occupe une position élevée auprès du comptoir de Goa ; mais lorsque le commerce portugais des épices se trouve asphyxié par suite du blocus du port d'Anvers, au cours de la Guerre de Quatre-Vingts Ans, il se met au service des Hollandais, qui s'emparent de deux des quatre « hubs » portugais (Bornéo et Malaca), les deux autres (Goa et Macao) perdurant jusqu'au XXe siècle.
Ces escales sont rendues obligatoires par la nécessité de disposer d'abris sûrs pendant la période des moussons, les lourds galions portugais ayant besoin de faire relâche avant d'affronter les deux saisons de mousson (en partant à temps). C'est la raison du développement de l'empire colonial portugais sous forme de forts, dans un Océan Indien où existent déjà des pouvoirs politiques religieux importants (Japon, Chine, Arabes).
Une colonisation à l’espagnole est par ailleurs rendue impossible par la faiblesse de la population portugaise, qui doit faire appel à des mercenaires comme Jan Huygen van Linschoten.
Linschoten laisse des carnets de voyages, publiés par les soins de son compatriote Bernhard Paludanus (1596), comme lui bourgeois d'Enkhuizen. Tous deux font d'ailleurs partie du cercle d'amis du cartographe et explorateur Waghenaer.

## Ouvrages
- Histoire de la navigation de Iean Hugues de Linschot Hollandois aux Indes orientales, Amsterdam, Theodore Pierre, 1610 (1re éd. française) ; Amsterdam, Cloppenburgh, 1619 (2e éd.) et 1638 (3e éd.). Troisième édition en ligne : Histoire de la navigation de Jean Hugues de Linschot Hollandois, aux Indes orientales sur Google Livres ;  lire en ligne sur Gallica
- Description de l'Amérique et des parties d'icelle, comme de la Nouvelle France, Floride, des Antilles, Iucaya, Cuba, Jamaica, &c. : Item de l'étendue et distance des lieux, de la fertilité & abondance du pays, religion & coutumes des habitans, & autres particularités..., Amsterdam, Jean Evertsz Cloppenburch, 1619, 86 p. (lire en ligne)
- Le grand routier de mer de Jean Hugues de Linschot, Hollandois : Contenant une instruction des routes& cours qu'il convient tenir en la Navigation des Indes Orientales, & au voyage de la coste du Bresil, des Antilles, & du cap de Lopo Gonsalves. Avec description des Costes, Havres, Isles, Vents, & courants d'eaux, & autres particularitez d'icelle Navigation. Le tout fidelement recueilli des memoires et observations des Pilotes Espagnols et Portugais. Et nouvellement traduit de Flameng en François, Amsterdam, Jean Evertsz Cloppenburch, 1619, 181 p. (lire en ligne)
- Histoire de la navigation de Jean Hugues de Linschot, Hollandois aux Indes orientales : Contenant diverses descriptions des lieux jusqu'à présent descouverts par les Portugais : Observations des coutumes & singularitez de delà, & autres déclarations, Amsterdam, Jean Evertsz Cloppenburch, 1619, 105 p. (lire en ligne)